# Национальная библиотека Ирландии

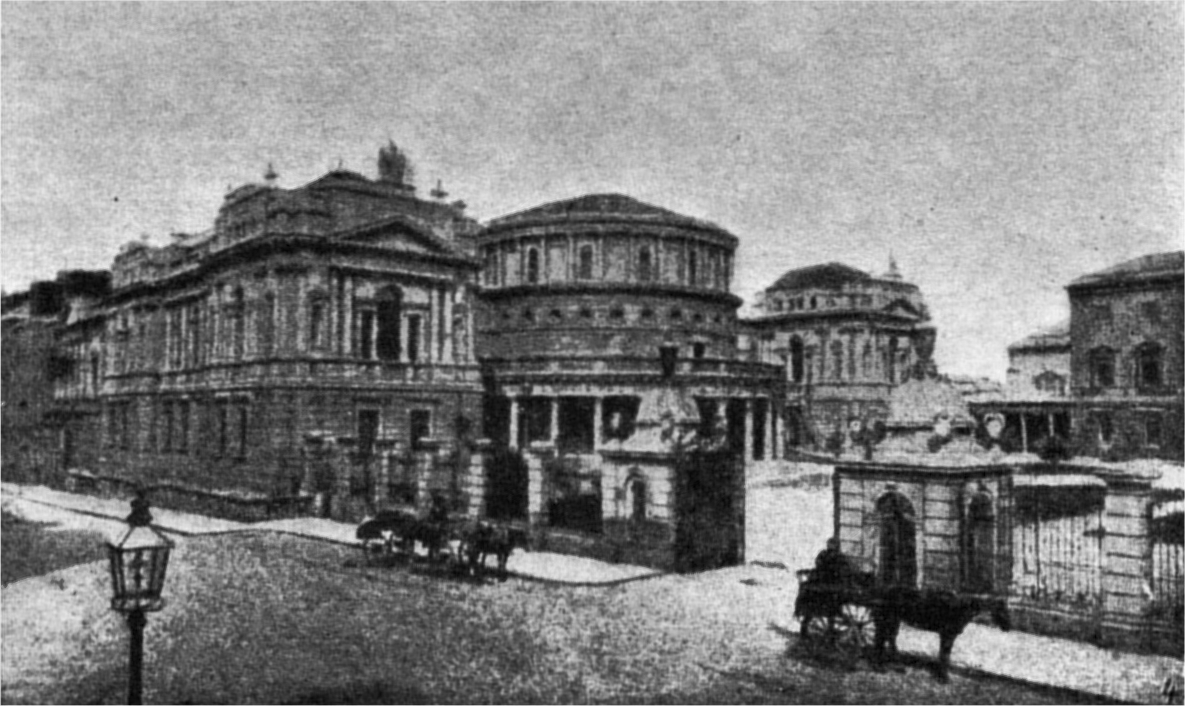
Национальная библиотека Ирландии

Национальная библиотека Ирландии (англ. National Library of Ireland) — расположена в Дублине, Ирландия. Является крупнейшей общественной библиотекой в стране. Основана в 1877 году. Директором библиотеки является Энгус О’Энгуса.
Основная миссия учреждения — сбор, хранение и популяризация документов об истории Ирландии. Здесь хранится более 500 тыс. томов, включая книги, карты, рукописи, газеты, журналы и фотографии.
Главное здание библиотеки находится в южной части центра Дублина, на Килдар-стрит, рядом с Ленстер-хаусом и археологическим отделом Национального музея Ирландии и построено по проекту Томаса Ньюэнхэма Дина.